# Stenopelmatus
Los grillos de Jerusalén, conocidos como cara de niño, o igual en algunos estados de la República mexicana son conocidos como cara de dulce, son un grupo de grandes insectos no voladores del género Stenopelmatus. Son nativos del Oeste de Estados Unidos y de partes de México.
A pesar de sus nombres comunes, estos insectos no son verdaderos grillos (que pertenecen a la familia Gryllidae), no son nativos de Jerusalén, tampoco tienen cara de niño. Estos insectos nocturnos usan sus fuertes mandíbulas para alimentarse principalmente de materia orgánica muerta, pero también pueden comer otros insectos. Sus patas altamente adaptadas se utilizan para excavar debajo del suelo húmedo para alimentarse de raíces y tubérculos en descomposición.
Si bien los grillos de Jerusalén no son venenosos, pueden emitir un olor nauseabundo y son capaces de infligir una mordedura dolorosa.
El Stenopelmatus fuscus es primo de los grillos y los chapulines; juntos pertenecen a la orden Orthoptera. Como ellos, el cara de niño también canta por las noches en busca de pareja, pero su sonido casi no lo podemos escuchar. Este ligero ruido lo provoca el frotamiento de las patas traseras con el vientre.
Una picadura (mordida) de este bicho puede llegar a doler un poco y, en casos extremos, provocar alguna pequeña infección.

## Clasificación
Son insectos de hábitos nocturnos y la mayor parte de su vida la pasan bajo la tierra húmeda, es probable que los veas de septiembre a diciembre. Generalmente salen cuando llueve, porque se inunda el suelo donde viven.
No son considerados plaga, ya que no se suelen encontrarse muchos en un solo sitio.

## Comunicación

Stenopelmatus fuscus

Similar a los verdaderos grillos, cada especie de grillo de Jerusalén produce un canto diferente durante el apareamiento. Este canto toma la forma de un característico tamborileo en el que el insecto golpea su abdomen contra el suelo.
Ninguna especie tiene alas con estructuras que produzcan sonido; además, evidentemente ninguno tiene estructuras que pueda utilizar para escuchar el sonido. Esto contrasta con los verdaderos grillos y saltamontes, que usan sus alas para producir sonidos y tienen órganos auditivos para percibir los sonidos de los demás. Los grillos de Jerusalén parecen incapaces de silbar forzando el aire a través de sus espiráculos, como lo hacen algunos escarabajos y cucarachas. En cambio, los pocos grillos de Jerusalén que hacen ruido frotan sus patas traseras contra los costados del abdomen, produciendo un sonido áspero y sibilante. Este silbido puede servir para disuadir a los depredadores en lugar de comunicarse con otros grillos. Para tales fines, los grillos de Jerusalén dependen de las vibraciones del sustrato que sienten los órganos subgenuales ubicados en las seis patas del insecto.

## Nombres

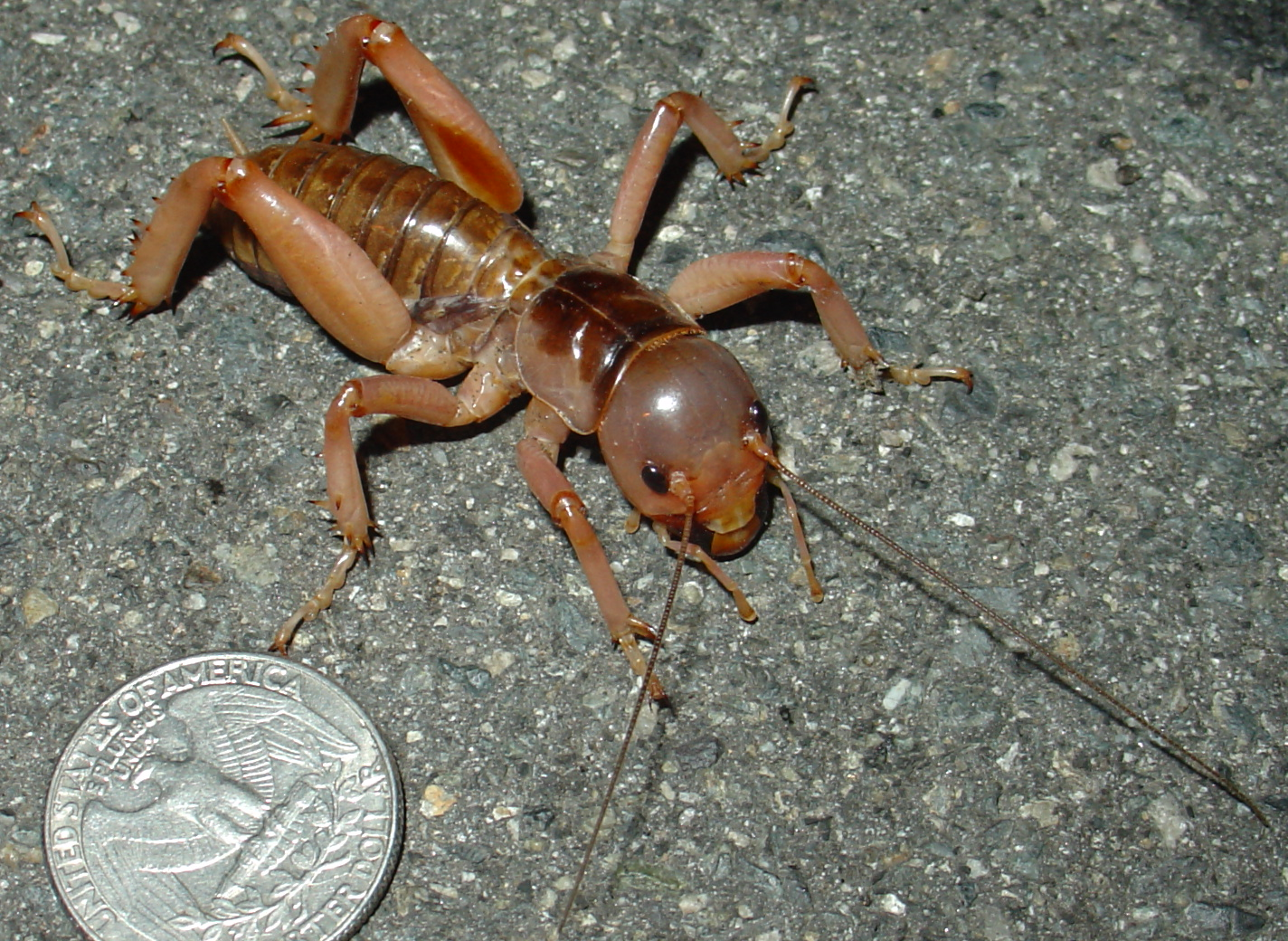
Grillo de Jerusalén de caoba (Stenopelmatus n. Sp. "Caoba") junto a un cuarto de 2.4 cm

Varias hipótesis intentan explicar el origen del término "grillo de Jerusalén". Se sugiere que el término se originó a partir de una mezcla de terminología navajo y cristiana, resultado de la fuerte conexión que los sacerdotes franciscanos tenían con los navajos en el desarrollo de su diccionario y vocabulario. Tales sacerdotes pueden haber escuchado a los navajos hablar de un "insecto cráneo" y tomaron esto como una referencia al Calvario (también conocido como Colina del Cráneo) en las afueras de Jerusalén cerca del lugar donde Jesús fue crucificado.
Varios nombres navajos se refieren a la cabeza del insecto:
- c’ic’in lici (Tsiitsʼiin łichíʼí) "cráneo rojo"
- c’os bic’ic lici (Chʼosh bitsiitsʼiin łichíʼí) "error de cráneo rojo"
- c’ic’in lici’ I coh (Tsiitsʼiin łichíʼítsoh) "gran cráneo rojo"
- wo se c’ini o rositsini o yo sic’ini (Wóó tsiitsʼiin/Yaaʼ tsiitsʼiiní) "insecto cráneo"

Otros nombres incluyen el Hopi qalatötö ("chinche brillante"), el niño de la tierra ("child of the earth") y cara de niño ("child's face").

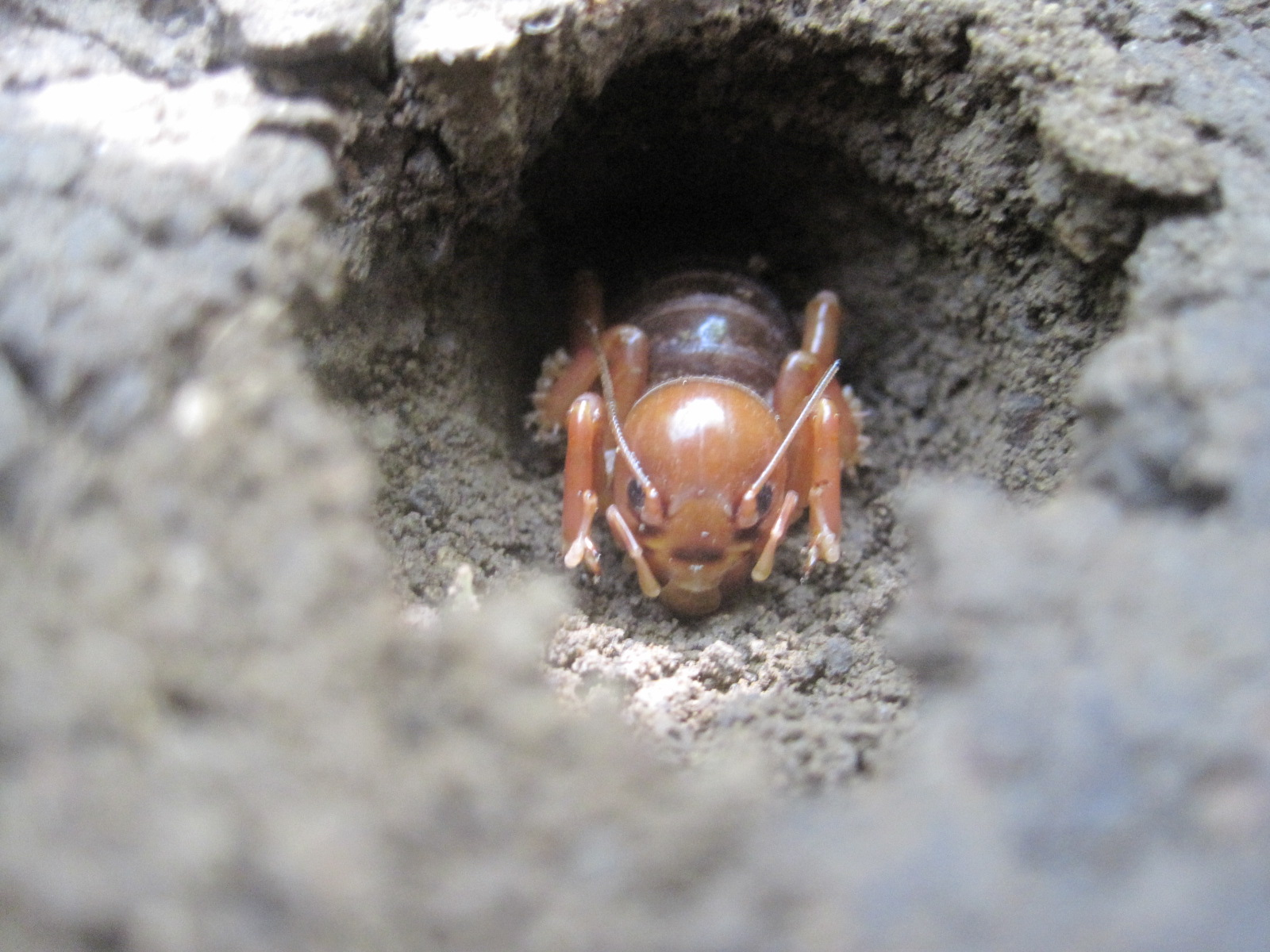
Grillo de Jerusalén en su madriguera

## Tamaño y forma
En el caso de Stenopelmatus talpa, las hembras presentan mayores medias en el ancho y longitud del protórax, el fémur anterior, el tamaño de la cabeza y la longitud de la mandíbula que los machos. Sin embargo, los machos de esta especie tienden a tener fémures posteriores más grandes en comparación con las hembras.